# Charensat
Charensat ist eine französische Gemeinde mit 474 Einwohnern (Stand: 1. Januar 2022) im Département Puy-de-Dôme in der Region Auvergne-Rhône-Alpes. Die Gemeinde gehört zum Arrondissement Riom und zum Kanton Saint-Éloy-les-Mines (bis 2015: Kanton Saint-Gervais-d’Auvergne).

## Lage
Charensat liegt etwa 38 Kilometer westnordwestlich von Riom und etwa 41 Kilometer nordwestlich von Clermont-Ferrand. Im Osten verläuft das Flüsschen Chevalet, im Südwesten sein Zufluss Chancelade. Umgeben wird Charensat von den Nachbargemeinden Vergheas und Roche-d’Agoux im Norden, Espinasse im Nordosten, Biollet im Osten, Miremont im Südosten, Villosanges im Süden, Montel-de-Gelat im Südwesten, Dontreix im Westen sowie Charron im Nordwesten.

## Bevölkerungsentwicklung
| Jahr                       | 1962 | 1968 | 1975 | 1982 | 1990 | 1999 | 2006 | 2013 |
| Einwohner                  | 810  | 776  | 665  | 668  | 559  | 576  | 513  | 517  |
| Quellen: Cassini und INSEE |      |      |      |      |      |      |      |      |

## Sehenswürdigkeiten
- Kirche Translation-de-Saint-Martin

## Gemeindepartnerschaft
Mit der deutschen Gemeinde Hohentengen in Baden-Württemberg besteht über die Communauté de communes Cœur de Combrailles eine Partnerschaft. 

## Weblinks

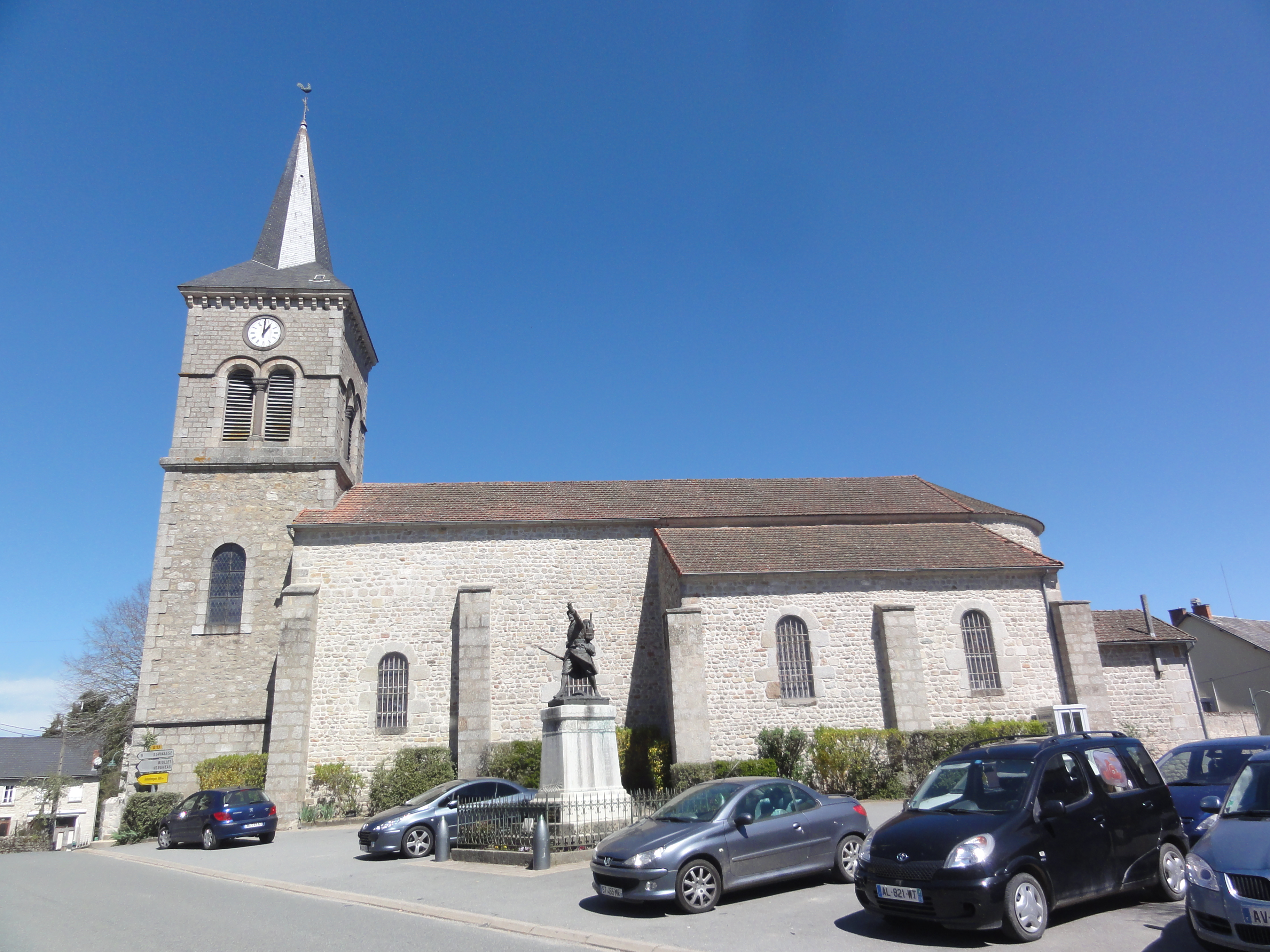
Kirche Translation-de-Saint-Martin